# Cauloramphus echinus
Cauloramphus echinus är en mossdjursart som först beskrevs av Walter Douglas Hincks 1882.  Cauloramphus echinus ingår i släktet Cauloramphus och familjen Calloporidae. Inga underarter finns listade i Catalogue of Life.